# Austria
Austria (niem. Österreich, [ˈøːstɐraɪç] ( odsłuchaj)), Republika Austrii (niem. Republik Österreich, [ʀepuˈbliːk ˈøːstəʀaɪ̯ç] ( odsłuchaj)) – państwo śródlądowe położone w Europie Środkowej, federacja dziewięciu krajów związkowych ze stolicą w Wiedniu. Od 1995 Austria należy do Unii Europejskiej.

## Pochodzenie nazwy
- W języku niemieckim Österreich ze starowysokoniemieckiego ôstarrîhhi, znaczącego „państwo na wschodzie”. W IX wieku terytorium było wschodnią częścią imperium Franków, a także wschodnimi rubieżami osadnictwa niemieckiego na terenach Słowian. Za czasów Karola Wielkiego i w czasie wczesnego średniowiecza tereny te nazywano marchia orientalis (Marchia Wschodnia), co w lokalnym języku przyjęto jako właśnie ôstarrîhhi. To słowo po raz pierwszy pojawia się na dokumencie z 996 roku. Nazwy Ostmark (Marchia Wschodnia) używały hitlerowskie Niemcy po aneksji Austrii.
- Po arabsku Nimsa: przypuszczalnie od słowiańskiego określenia Niemiec, poprzez język turecki.
- Po czesku Rakousko: pochodzi od granicznego zamku Raabs an der Thaya, leżącego w Dolnej Austrii, a w języku czeskim noszącego właśnie nazwę Hrad Rakous. Stąd określenie przeszło do języków słowackiego (Rakúsko) i dawnego polskiego (Rakusy)[3].

## Geografia

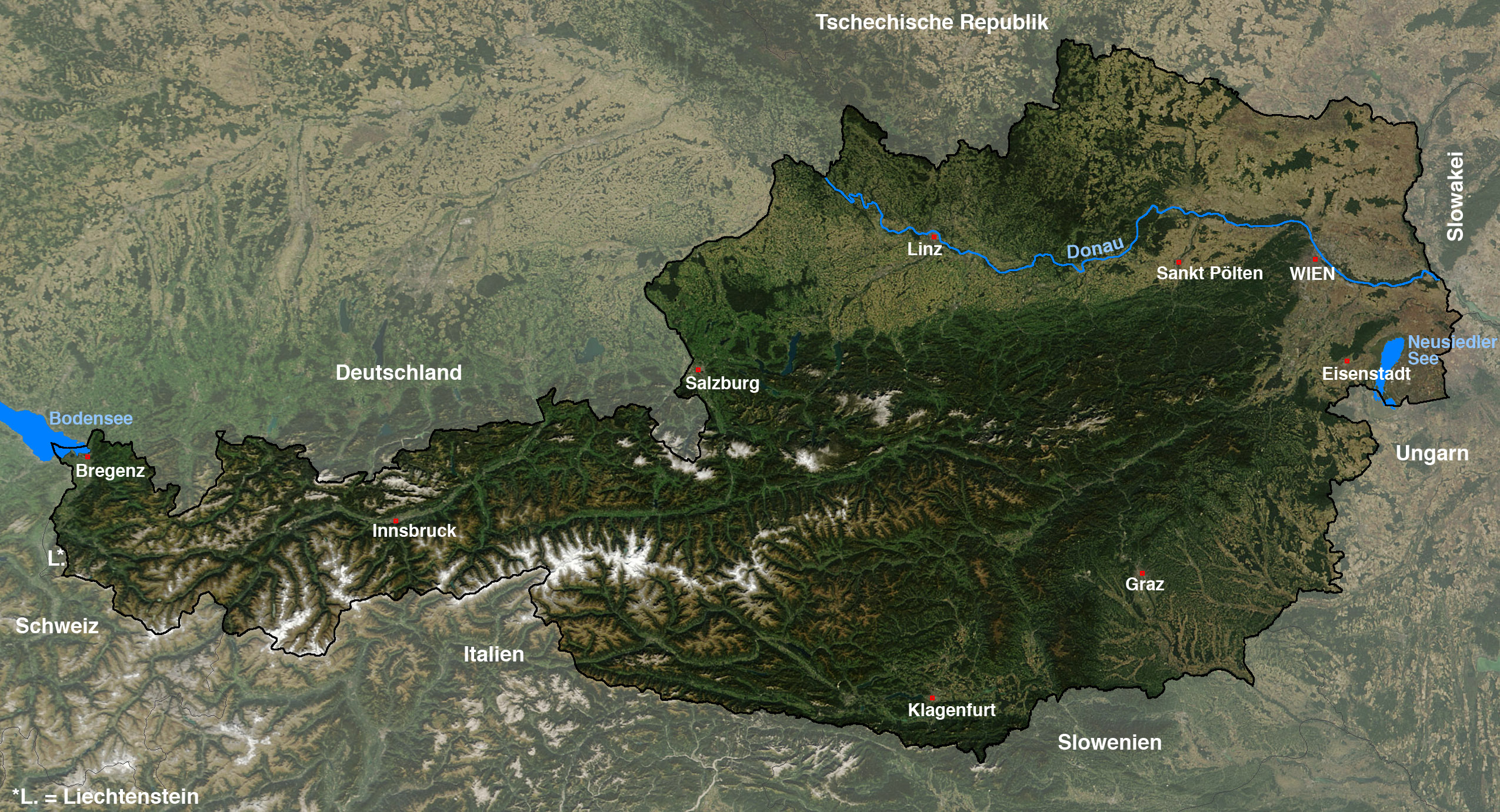
Zdjęcie satelitarne terenu Austrii

Powierzchnia Austrii wynosi 83 854 km². Jest krajem alpejskim w tym sensie, że ponad połowa jego powierzchni znajduje się w Alpach. Najwyższym szczytem jest Großglockner, sięgający 3797 m n.p.m. Na wschodzie Austrii znajduje się Kotlina Wiedeńska, a także Mała Nizina Węgierska z Jeziorem Nezyderskim. Przez Austrię przepływa Dunaj (na odcinku o długości 350 km). Regiony górskie gęsto porasta las. 24% powierzchni Austrii znajduje się pod ochroną. Zagrożonymi gatunkami są: kozice, świstaki i koziorożce.
Długość całkowita granic lądowych: 2832 km
- Niemcy: 784 km
- Czechy: 632 km
- Włochy: 430 km
- Węgry: 366 km
- Słowenia: 330 km
- Szwajcaria: 164 km
- Słowacja: 91 km
- Liechtenstein: 35 km

### Parki narodowe

Położenie Austrii w Europie

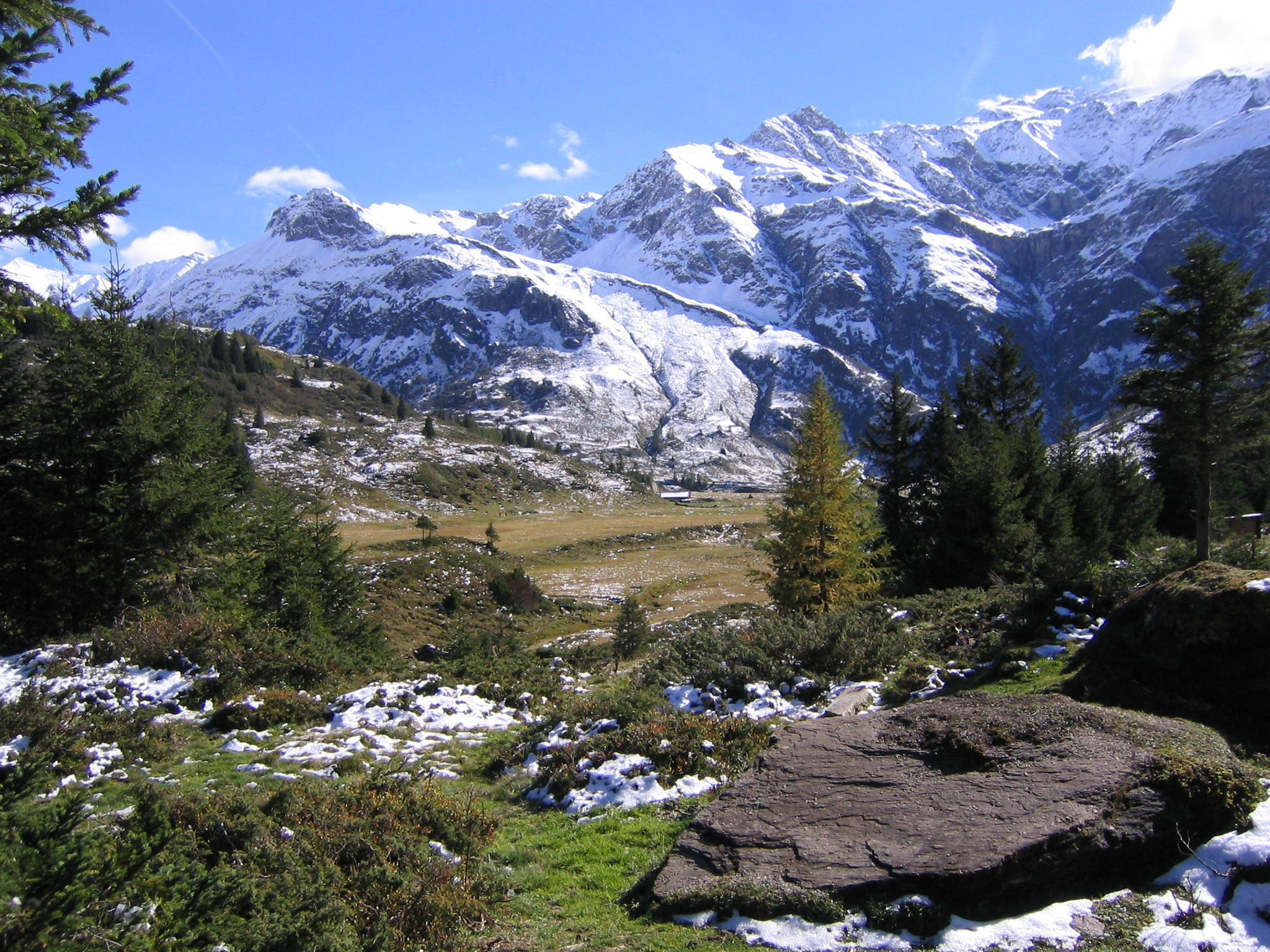
Park Narodowy Wysokich Taurów

- Park Narodowy Jezioro Nezyderskie-Seewinkel (Burgenland) – jedyny w Europie Środkowej park założony na terenach stepowych. Na jego terenie znajduje się Jezioro Nezyderskie – typowe jezioro stepowe, wokół tereny porośnięte trzciną i sitowiem, liczne małe solniska i pasy podmokłych łąk. Przede wszystkim w okresie ptasich wędrówek, tj. wiosną i jesienią, teren parku stanowi azyl dla przelatujących ptaków.
- Park Narodowy Wysokich Taurów (Karyntia, Salzburg) – najcenniejszy skarb Wysokich Taurów stanowią typowe alpejskie krajobrazy z turniami, lodowcami, wodospadami, dolinami, a także bogaty świat roślin i zwierząt. Tajemnice parku można poznawać na wiele różnych sposobów – podczas pieszych wędrówek, w ramach prelekcji ze slajdami i imprez specjalnych, np. dni dla dzieci lub dni wędrówek wysokogórskich.
- Park Narodowy Łęgów Naddunajskich (Dolna Austria, Wiedeń) – naddunajskie łęgi to największe tego typu tereny w Europie Środkowej. Dają schronienie blisko 300 gatunkom ptactwa[5], w tym wielu gatunkom ginącym. Są to także tereny rekreacyjne dla mieszkańców Wiednia. Po okolicach można wędrować pieszo lub przedzierać się łodzią przez rozlewiska.
- Park Narodowy Doliny Dyi (Dolna Austria) – dolina Dyi na północy Dolnej Austrii uważana jest za jedną z najpiękniejszych austriackich dolin, powstałych na podłożu ze skał magmowych. Spotkać tu można wiele gatunków roślinności panońskiej. Dolina Dyi to najdalej na zachód wysunięty naturalny teren występowania wielu z nich. Wcinające się w masywy skalne kręte koryta rzek, łąki pokryte kobiercami kwiatów i strome ściany skalne to charakterystyczny krajobraz doliny. Oprócz niepowtarzalnego piękna przyrody park ten, leżący częściowo na terenie Czech, fascynuje ponadto bogactwem zamków (zob. zamki w Austrii) i ruin oraz legend, krążących wokół nich.
- Park Narodowy Alp Wapiennych (Górna Austria) – leży w regionie Eisenwurzen i obejmuje swym zasięgiem także wyższe partie Północnych Alp Wapiennych. Na terenie parku żyją jelenie szlachetne, sarny europejskie i kozice północne, można także spotkać rzadkie już dziś gatunki płazów.
- Park Narodowy Gesäuse (Styria) – kraina między Admont a Hieflau przecina wijąca się rzeka Aniza, otoczona przez potężną ścianę lasu i porośnięte drzewami zbocza gór. Szlaki pieszych wędrówek przecinają imponujący krajobraz, który zachęca do wspinaczki, wycieczek raftingowych i pieszych wędrówek.

## Klimat

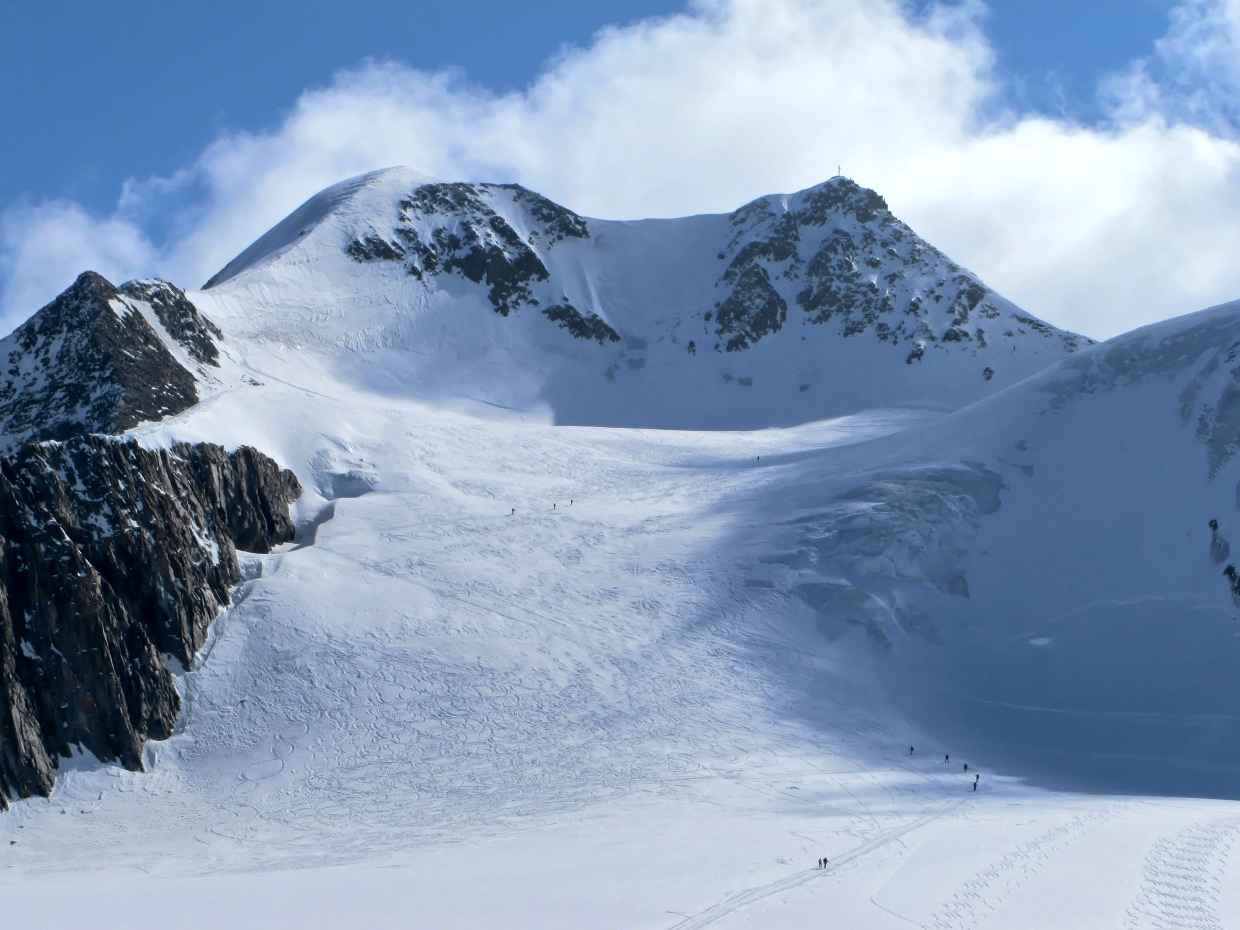
Wildspitze i lodowiec

Austria znajduje się pod wpływem klimatu umiarkowanego, jednak ze względu na położenie i rzeźbę występują lokalne różnice klimatyczne. Dokładnie Austria znajduje się pod wpływem trzech typów mas powietrza. Atlantyckie na północnym zachodzie, przez co klimat charakteryzuje się niskim ciśnieniem, łagodnym powietrzem z Prądu Zatokowego oraz dużymi opadami. Ma duży wpływ na północne stoki Alp, Prealpy oraz dolinę Dunaju. Kontynentalne masy powietrza powodują natomiast, że klimat charakteryzuje się niskim ciśnieniem i opadami w lecie oraz wysokim ciśnieniem i chłodnymi oraz suchymi zimami. Występuje on we wschodniej części kraju. Trzecim typem mas powietrza, są śródziemnomorskie masy, przez co klimat cechuje się wysokim ciśnieniem, małym zachmurzeniem oraz ciepłym powietrzem. Klimat ten panuje na południu kraju.
W Austrii występuje piętrowość klimatyczna. Średnie temperatury stycznia wynoszą od −1 °C na nizinnych terenach, m.in. w dolinie Dunaju, do −10 °C na obszarach górskich. Wysoko w górach średnie temperatury zimą mogą być jeszcze niższe i osiągać −20 °C.
Latem, gdy nad obszary kraju dostają się zwrotnikowe masy powietrza, w dolinach jest ciepło i średnie wartości osiągają +20 °C lub więcej. Rekordową temperaturę odnotowano 3 sierpnia 2013 w miejscowości Dellach im Drautal w Karyntii +39,9 °C.
Ze względu na obecność gór, które zajmują znaczną część kraju, ilość opadów w Austrii jest wysoka. Najniższe wartości opadowe, czyli 500 mm rocznie, reprezentują obszary Morawskiego Pola. Na pozostałych terenach nisko położonych opady roczne wynoszą od 600 do 900 mm. Im wyżej, tym opady są wyższe, w najwyższych partiach gór opady roczne sięgają 2000 mm, głównie pod postacią śniegu. W niższych partiach gór opady przekraczają wartość 1000 mm i przez większą część roku są to opady deszczu.

### Skutki globalnego ocieplenia
Kryzys klimatyczny wpływa na Austrię na różne sposoby. Austriacki raport oceniający zmiany klimatu 2014 (Österreichischer Sachstandsbericht Klimawandel 2014) zawiera następujące wyniki: W Austrii temperatura wzrosła o prawie 2 °C w okresie od 1880 do 2014 r. W tym samym okresie temperatura wzrosła globalnie tylko o 0,85 °C. Dotychczasowe środki podjęte przez Austrię nie pokrywają oczekiwanego wkładu kraju w osiągnięcie globalnego celu 2 °C. W XXI wieku spodziewany jest wzrost opadów w półroczu zimowym i spadek w półroczu letnim. Czas trwania pokrywy śnieżnej skrócił się w ostatnich dziesięcioleciach, szczególnie na średnich wysokościach (ok. 1000 m). Wszystkie mierzone lodowce w Austrii wyraźnie straciły powierzchnię i objętość w okresie od 1980 roku. Na przykład w południowych Alpach Ötztalskich, największym przylegającym obszarze lodowca w Austrii, powierzchnia lodowca zmniejszyła się z 144,2 km² w 1969 r. do 126,6 km² w 1997 r. i 116,1 km² w 2006 r. Osunięcia ziemi, lawiny błotne, skały i inne zjawiska grawitacyjne znacznie zwiększają się w regionach górskich. Ryzyko pożarów lasów wzrośnie w Austrii. Zaburzenia ekosystemów leśnych zwiększają intensywność i częstotliwość we wszystkich omawianych scenariuszach klimatycznych. Ekosystemy z długim okresem rozwoju i siedliska Alp powyżej linii drzew są szczególnie dotknięte zmianami klimatu. Turystyka zimowa będzie nadal pod presją ze względu na stały wzrost temperatury.

## Historia

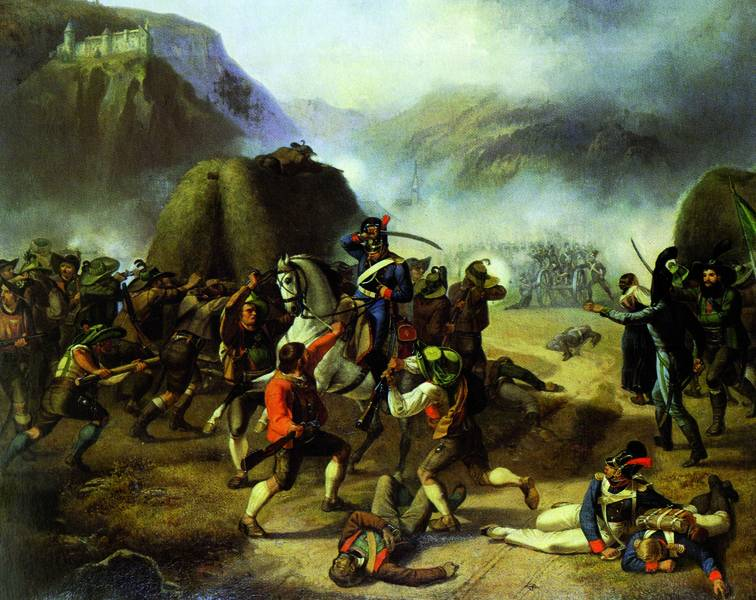
Powstanie Tyrolskie przeciwko Francuzom, którego przywódcą był Andreas Hofer, 1809

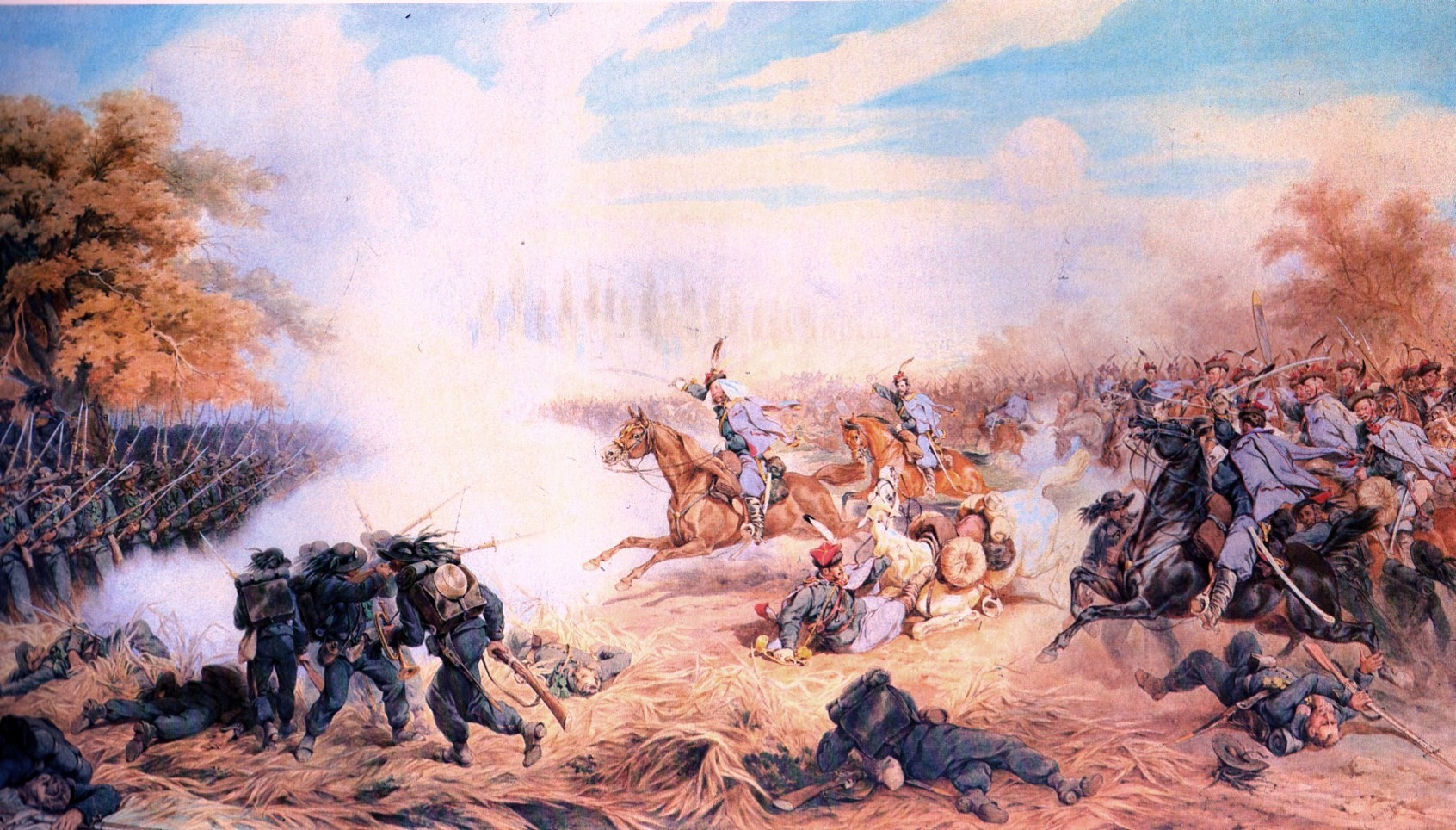
Bitwa pod Custozą: Ułani Rodakowskiego w ataku, 1866

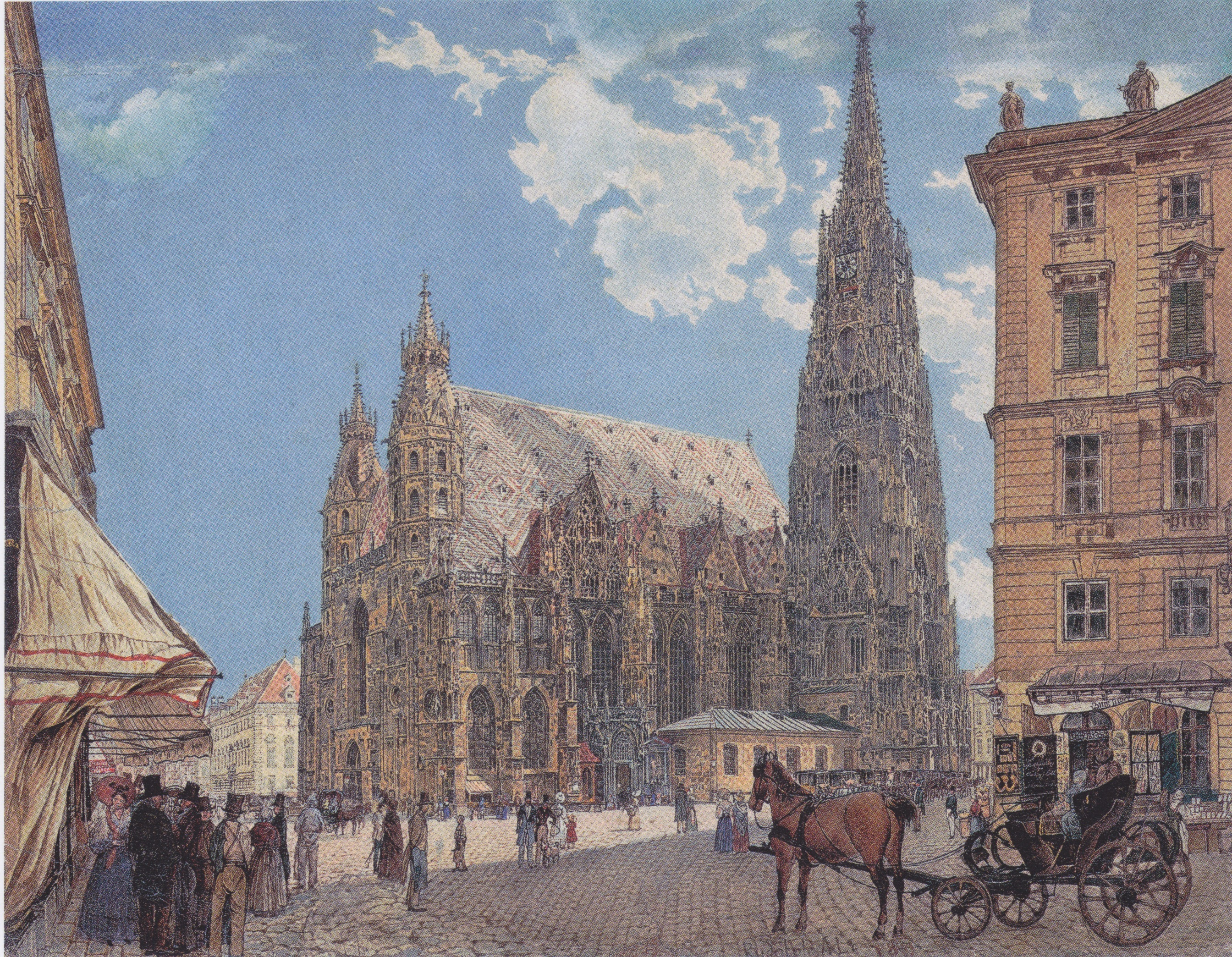
Wiedeń

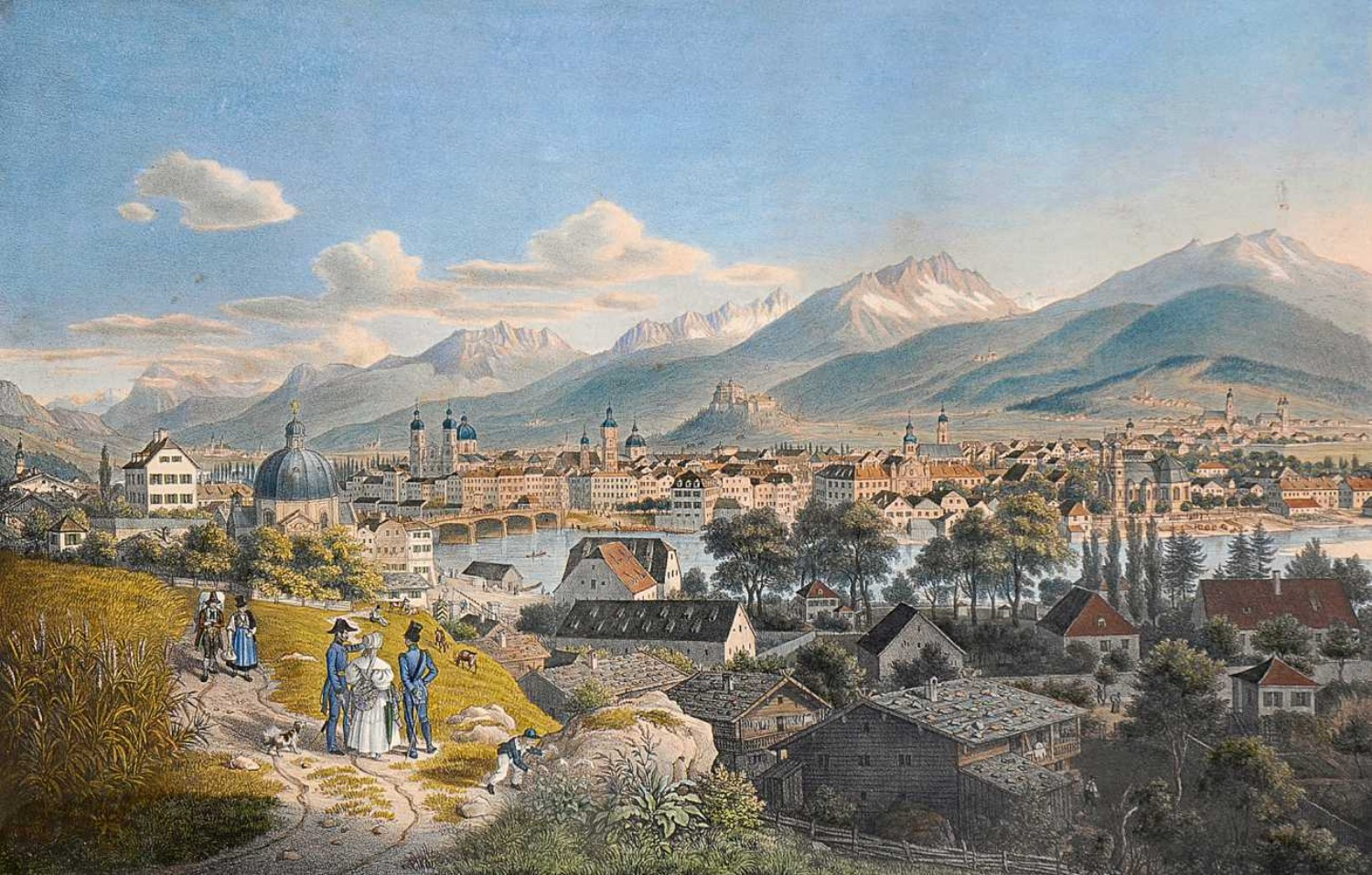
Innsbruck

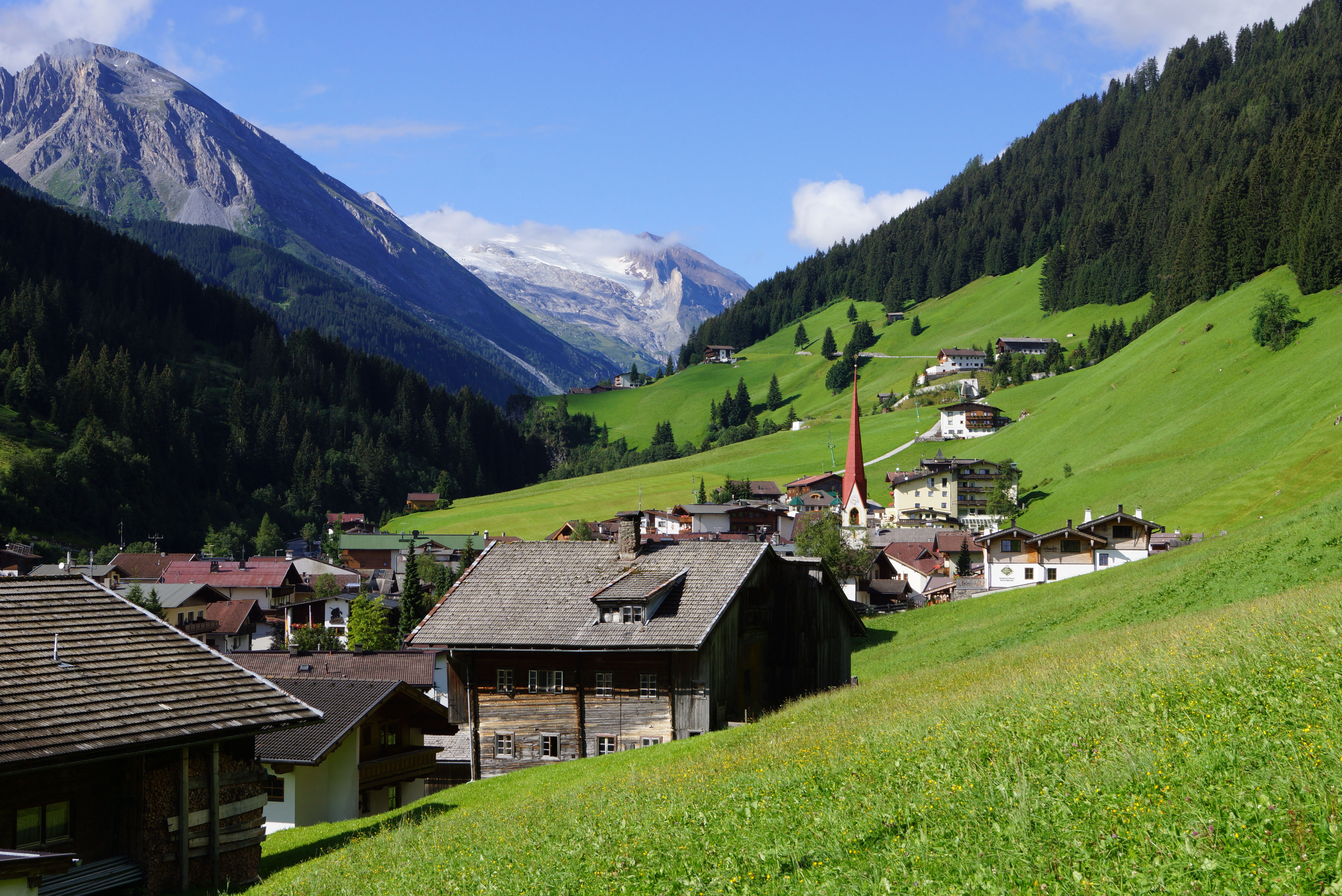
Tux

Na początku VIII w. p.n.e. na tereny należące obecnie do Austrii, przybyli przybysze prawdopodobnie pochodzenia iliryjskiego, którzy rozwinęli tutaj kulturę epoki żelaza (okres halsztacki). Iliryjscy przybysze ustąpili miejsca Scytom w VII w. p.n.e., zaś Scytowie ustąpili Celtom w IV w. p.n.e. Celtowie założyli na tych ziemiach pierwsze organizacje państwowe (największe z nich: Recja i Noricum). Pod koniec I w. p.n.e. Noricum i Recja znalazły się pod panowaniem rzymskim. W połowie I w. n.e. powstały prowincje o tych nazwach. Od VI do VIII wieku tereny obecnej Austrii zajęli osadnicy słowiańscy i bawarscy. Na początku IX w. Karol Wielki założył tu Marchię Naddunajską, zwaną później jako Ostmark (Marchia Wschodnia). Od 976 do 1246 roku marchia znalazła się we władaniu Babenbergów. W 1156 roku uzyskali oni od Fryderyka I Barbarossy tytuł książęcy. W 1192 roku do Austrii dołączono Styrię. Po wygaśnięciu dynastii Babenbergów, Czesi na krótko zajęli Austrię (1251–1276).
W 1282 roku władzę w Austrii objęli Habsburgowie, którzy w 1453 roku przyjęli tytuł arcyksiążąt. W 1335 roku Austria przyłączyła do siebie Karyntię i Krainę, w 1363 roku Tyrol, w 1368 roku Bryzgowię, a w 1382 roku Triest. W wyniku układu małżeńskiego (Ferdynand I Habsburg i Anna Jagiellonka), w 1526 roku Habsburgowie objęli swoim panowaniem także Czechy, Śląsk i Węgry. W XV wieku rozpoczęły się najazdy tureckie na Austrię, które znalazły swoje apogeum podczas oblężenia Wiednia w 1683 roku. W latach 1686–1688 Habsburgowie zawładnęli całymi Węgrami. W 1713 roku ustanowiono sankcję pragmatyczną (przewidującą dziedziczenie całości monarchii przez córkę Karola VI, Marię Teresę). Podczas rządów Marii Teresy i jej syna Józefa II przeprowadzono reformy w duchu oświeconego absolutyzmu (m.in. ograniczenie uprawnień Kościoła i stanów, zniesienie poddaństwa chłopów). Część reform cofnięto w wyniku oporu mieszkańców państwa (głównie na Węgrzech). W latach 1714–1797 Habsburgowie rządzili w Belgii. Austria wzięła udział w pierwszym i trzecim rozbiorze Polski. W 1775 roku, po wojnie z Turcją, Austria zdobyła Bukowinę.
Podczas wojen przeciwko rewolucyjnej Francji i Napoleonowi Austria utraciła Belgię, a w 1809 roku ziemie zagarnięte w III rozbiorze Polski. W 1804 roku Franciszek II przyjął tytuł cesarza austriackiego (jako Franciszek I). Pod presją Napoleona, zrzekł się godności cesarza rzymskiego w 1806 roku. W latach 1809–1813 monarchia pozostawała w nierównoprawnym sojuszu z Francją. Po kongresie wiedeńskim Austria odzyskała mocarstwową pozycję, uzyskując hegemonię we Włoszech, odzyskując utracone w 1809 roku tereny oraz otrzymując przewodnictwo w Związku Niemieckim. Wybuch Wiosny Ludów w 1848 roku i przeprowadzenie powstania węgierskiego zagroziło podstawom państwa. W wyniku powstania nastąpiła krótkotrwała liberalizacja. W latach 1867–1868 Austria przekształciła się w dualistyczną monarchię Austro-Węgry. Po 1867 roku sytuację wewnętrzną komplikowała trudność uzgodnienia dążeń i interesów kilkunastu narodów wchodzących w skład monarchii. Problemy wewnętrzne pogłębiał nierównomierny rozwój gospodarczy i kulturalny. Pod koniec XIX wieku duże poparcie zdobyli socjaldemokraci i ludowcy (dążący do połączenia Austrii z Niemcami Hohenzollernów). W 1907 roku przyjęto demokratyczną ordynację wyborczą.
Zabicie Franciszka Ferdynanda Habsburga przez Serba Gavrilo Principa 28 czerwca 1914 roku przyczyniło się do wybuchu I wojny światowej. Austro-Węgry zostały głównym sojusznikiem Niemiec. W 1918 roku proklamowano republikę. Przegrana Austro-Węgier doprowadziła do rozpadu wielonarodowej monarchii. Na mocy traktatu pokojowego w Saint-Germain-en-Laye Austria objęła tylko rdzenne ziemie dawnego księstwa, oraz ograniczono liczebność jej armii i zabroniono połączenia z Niemcami (Anschluss). W 1920 roku uchwalono demokratyczną konstytucję. Do 1932 roku Austria borykała się z kryzysem gospodarczym. Kryzys gospodarczy, wraz z narastającymi konfliktami społecznymi i nastrojami rewolucyjnymi doprowadziły do objęcia władzy przez zwolenników tzw. austrofaszyzmu. W latach 1933–1934 rozwiązano partie lewicowe, zaś kilka lat później narzucono nową konstytucję, opartą na wzorach faszystowskich. Przywódcą austriackich faszystów byli: Engelbert Dollfuß (który zginął w zamachu w 1934) oraz Kurt Schuschnigg. Pod presją Hitlera Schuschnigg dopuścił do rządu narodowych socjalistów oraz zgodził się na przyłączenie Austrii do III Rzeszy. Anschluss został zrealizowany wraz z wkroczeniem Wehrmachtu do Austrii 12 marca 1938.
Zgodnie z deklaracją moskiewską z 1943 roku, przywrócono w 1945 roku republikę demokratyczną (tzw. II republika) z 4 strefami okupacyjnymi (amerykańską, brytyjską, francuską, radziecką). W 1946 i w 1947 roku uchwalono ustawy o narodowych socjalistach, które zapoczątkowało denazyfikację. Amnestia z 1948 roku zahamowała proces denazyfikacji Austrii. W tym samym roku Austria przystąpiła do planu Marshalla. Od 1952 roku kraj gospodarczo rozwija się w szybkim tempie. Szczególną rolę w szybkim wzroście gospodarczym Austrii zapewnia tzw. partnerstwo społeczne (Sozialpartnerschaft; mechanizm współdecydowania związków pracowników i pracodawców). W październiku 1955 roku parlament uchwalił ustawę o wieczystej neutralności Austrii.
W latach 1945–1966 władzę sprawowały rządy koalicyjne chadeków i socjaldemokratów (tzw. „wielka koalicja”). W latach 1966–1970 rządzili tylko chadecy, zaś w latach 1970–1983 samodzielną władze sprawowali socjaldemokraci. „Wielka koalicja” rządziła ponownie w latach 1987–1999. W 2000 chadecki polityk W. Schüssel utworzył rząd ze skrajnie prawicową Partią Wolnościową. W 1955 roku Austria została członkiem ONZ, w latach 1960–1995 należała do EFTA, zaś w 1995 roku znalazła się w UE. W 2002 roku wprowadzono do obiegu euro.

## Demografia
1 stycznia 2023 Austria liczyła 8 907 000 mieszkańców, w tym: Austriacy – 84,73%, Szwajcarzy – 3,44%, Serbowie – 2,33%, Turcy – 1,95%, Chorwaci – 1,26%. Pozostali stanowili 6,29% populacji, w tym: Albańczycy, Bośniacy, Polacy, Chińczycy, Pasztunowie, Słoweńcy, Czeczeni, Kurdowie, Hindusi, Arabowie i inni.
Wykres liczby ludności Austrii w okresie ostatnich 140 lat (w tys. osób)

### Miasta
Największe miasta w Austrii:
|    | Nazwa polska | Liczba mieszkańców (1 stycznia 2023) | Kraj związkowy | Wiedeń Graz | Linz Salzburg | Innsbruck Klagenfurt |
| 1  | Wiedeń       | 1 982 097                            | Wiedeń         | Wiedeń Graz | Linz Salzburg | Innsbruck Klagenfurt |
| 2  | Graz         | 298 479                              | Styria         | Wiedeń Graz | Linz Salzburg | Innsbruck Klagenfurt |
| 3  | Linz         | 189 889                              | Górna Austria  | Wiedeń Graz | Linz Salzburg | Innsbruck Klagenfurt |
| 4  | Salzburg     | 146 631                              | Salzburg       | Wiedeń Graz | Linz Salzburg | Innsbruck Klagenfurt |
| 5  | Innsbruck    | 119 617                              | Tyrol          | Wiedeń Graz | Linz Salzburg | Innsbruck Klagenfurt |
| 6  | Klagenfurt   | 94 483                               | Karyntia       | Wiedeń Graz | Linz Salzburg | Innsbruck Klagenfurt |
| 7  | Villach      | 59 324                               | Karyntia       | Wiedeń Graz | Linz Salzburg | Innsbruck Klagenfurt |
| 8  | Wels         | 58 591                               | Górna Austria  | Wiedeń Graz | Linz Salzburg | Innsbruck Klagenfurt |
| 9  | St. Pölten   | 51 955                               | Dolna Austria  | Wiedeń Graz | Linz Salzburg | Innsbruck Klagenfurt |
| 10 | Dornbirn     | 45 922                               | Vorarlberg     | Wiedeń Graz | Linz Salzburg | Innsbruck Klagenfurt |

## Ustrój polityczny
Austria posiada 10 głosów w Radzie Unii Europejskiej i 19 miejsc w Parlamencie Europejskim. W Komisji Europejskiej reprezentował ją od 1995 do 2004 r. Franz Fischler (wcześniej minister rolnictwa Austrii), od 2004 Benita Ferrero-Waldner (wcześniej minister spraw zagranicznych Austrii).
Od 3 marca 2025 stanowisko kanclerza Austrii zajmuje Christian Stocker. Od 26 stycznia 2017 urząd prezydenta sprawuje Alexander Van der Bellen. Ustrój Austrii reguluje konstytucja z 1 października 1920.
Austria nie jest członkiem żadnego paktu wojskowego; narzucony jej 15 maja 1955 przez Wielką Brytanię, USA, ZSRR i Francję Traktat państwowy w sprawie odbudowy niezawisłej demokratycznej Austrii (będący traktatem mającym rangę konstytucyjną) zobowiązuje ją do zachowania „wieczystej neutralności”. W obliczu konfliktów w krajach sąsiadującej byłej Jugosławii w latach 90. XX w. odzywały się w Austrii głosy, że konstytucję kraju trzeba zmienić i przystąpić do NATO. Rząd jednak nie zdecydował się na tę zmianę i państwo nadal zachowuje militarną neutralność.

### Partie polityczne
Po wyborach parlamentarnych 1 października 2006 r. mandaty zdobyli kandydaci socjaldemokratycznej SPÖ (68), chadeckiej ÖVP (66), Zieloni (21), prawicowe FPÖ (21) oraz BZÖ (7).
28 września 2008 r. w Austrii odbyły się przedterminowe wybory. Największe poparcie zdobyli socjaldemokraci SPÖ (29,7%) oraz chadecy ÖVP (25,6%). Sukces odniosła skrajna prawica – FPÖ (18,01%) oraz BZÖ (10,88%). Na piąte miejsce przesunęli się Zieloni Die Grünen (9,79%).
W wyborach parlamentarnych 23 września 2013 r. mandaty zdobyli kandydaci socjaldemokratyczni SPÖ (52), chadeccy ÖVP (47), skrajnej prawicy FPÖ (40), zielonych (24), do parlamentu weszły także dwa nowe ugrupowania: Team Stronach (11), NEOS – Nowa Austria (9). Kanclerzem pozostał wówczas Werner Faymann (koalicja SPÖ i ÖVP).

## Podział administracyjny
W skład Austrii wchodzi dziewięć krajów związkowych (Bundesland). Kraje związkowe dzielą się na 79 powiatów (Bezirk), te zaś na 2093 gminy (Gemeinde), w tym 15 miast statutarnych (Statutarstadt). Stolica Austrii – Wiedeń – stanowi od 1986 oddzielny kraj związkowy.
| Kraje związkowe Austrii | Kraje związkowe Austrii | Kraje związkowe Austrii | Kraje związkowe Austrii | Kraje związkowe Austrii | Kraje związkowe Austrii | Kraje związkowe Austrii   | Kraje związkowe Austrii                                                                 |
| ----------------------- | ----------------------- | ----------------------- | ----------------------- | ----------------------- | ----------------------- | ------------------------- | --------------------------------------------------------------------------------------- |
|                         |                         | Polska nazwa            | Niemiecka nazwa         | Stolica                 | Powierzchnia            | Ludność (1 stycznia 2023) | Burgenland Karyntia Dolna Austria Górna Austria Salzburg Styria Tyrol Vorarlberg Wiedeń |
| 1                       |                         | Burgenland              | Burgenland              | Eisenstadt              | 3965,20 km²             | 301 250                   | Burgenland Karyntia Dolna Austria Górna Austria Salzburg Styria Tyrol Vorarlberg Wiedeń |
| 2                       |                         | Karyntia                | Kärnten                 | Klagenfurt              | 9536,50 km²             | 568 984                   | Burgenland Karyntia Dolna Austria Górna Austria Salzburg Styria Tyrol Vorarlberg Wiedeń |
| 3                       |                         | Dolna Austria           | Niederösterreich        | St. Pölten              | 19 179,56 km²           | 1 718 373                 | Burgenland Karyntia Dolna Austria Górna Austria Salzburg Styria Tyrol Vorarlberg Wiedeń |
| 4                       |                         | Górna Austria           | Oberösterreich          | Linz                    | 11 982,52 km²           | 1 522 825                 | Burgenland Karyntia Dolna Austria Górna Austria Salzburg Styria Tyrol Vorarlberg Wiedeń |
| 5                       |                         | Salzburg                | Salzburg                | Salzburg                | 7154,56 km²             | 568 346                   | Burgenland Karyntia Dolna Austria Górna Austria Salzburg Styria Tyrol Vorarlberg Wiedeń |
| 6                       |                         | Styria                  | Steiermark              | Graz                    | 16 399,34 km²           | 1 265 198                 | Burgenland Karyntia Dolna Austria Górna Austria Salzburg Styria Tyrol Vorarlberg Wiedeń |
| 7                       |                         | Tyrol                   | Tirol                   | Innsbruck               | 12 648,37 km²           | 771 304                   | Burgenland Karyntia Dolna Austria Górna Austria Salzburg Styria Tyrol Vorarlberg Wiedeń |
| 8                       |                         | Vorarlberg              | Vorarlberg              | Bregencja (Bregenz)     | 2601,67 km²             | 406 395                   | Burgenland Karyntia Dolna Austria Górna Austria Salzburg Styria Tyrol Vorarlberg Wiedeń |
| 9                       |                         | Wiedeń                  | Wien                    | –                       | 414,82 km²              | 1 982 097                 | Burgenland Karyntia Dolna Austria Górna Austria Salzburg Styria Tyrol Vorarlberg Wiedeń |
| #                       |                         | Austria                 | Österreich              | Wiedeń (Wien)           | 83 882,56               | 9 104 772                 | Burgenland Karyntia Dolna Austria Górna Austria Salzburg Styria Tyrol Vorarlberg Wiedeń |

## Gospodarka
W Austrii funkcjonuje społeczna gospodarka rynkowa. Podatki stanowią 43% PKB, co jest poziomem nieco niższym niż w krajach skandynawskich. PKB per capita w 2006 roku wynosiło nominalnie 38961 dolarów, a po zmierzeniu parytetem siły nabywczej 36031 dolarów, stawiając Austrię w światowej czołówce pod tym względem. Bezrobocie w zależności od metody liczenia wynosi 4,4% albo 6,8%. Wskaźnik Giniego, czyli poziom rozpiętości w dochodach, wynosi 29 i jest jednym z najniższych na świecie.
Rolnictwo rozwinęło się na 42% powierzchni kraju. W 2004 roku rolnictwo zaspokoiło 90% potrzeb państwa i przyniosło 1,5% produktu krajowego brutto. Uprawia się głównie zboża, winorośl i ziemniaki. Eksportuje się głównie nadwyżki pochodzące z przetwórstwa mleczarskiego. Głównym surowcem są rudy żelaza. Przemysł dostarczył w 2004 roku 31% PKB. 30% zatrudnionych pracuje w przemyśle.

### Turystyka
W 2015 roku kraj ten odwiedziło 26,719 mln turystów (5,6% więcej niż w roku poprzednim), generując dla niego przychody na poziomie 18,303 mld dolarów.

## Transport
Austria ma bardzo dobrze rozwiniętą sieć dróg komunikacyjnych. Długość dróg wynosi ok. 130 tys. km. Ważną rolę pełni autostradowa trasa tranzytowa Brenner Autobahn, prowadząca przez liczne przełęcze alpejskie do Włoch. Za korzystanie z autostrad i dróg ekspresowych trzeba płacić. Długość linii kolejowych wynosi 5600 km. Najważniejsze porty rzeczne na Dunaju znajdują się w Wiedniu i w Linzu. Głównym portem lotniczym jest Wiedeń-Schwechat.

## Siły zbrojne

Flaga generała Austriackich Sił Zbrojnych

Austria zachowuje militarną neutralność i nie należy do żadnego paktu wojskowego. Austriackie siły zbrojne szkolone (Bundesheer) są wyłącznie na potrzeby obrony granic państwowych. Wojskowa doktryna kraju nawiązuje do taktyki jeża z nastroszonymi kolcami (wykorzystywany jest tu często propagandowo kształt granic państwa, nieco podobny do skulonego zwierzęcia z ryjkiem skierowanym na zachód). Nawet nazwa produkowanych w Austrii wojskowych transporterów opancerzonych – Pandur – kojarzy się historycznie z ochroną granic.
Austria, z racji braku dostępu do morza, dysponuje jedynie dwoma rodzajami sił zbrojnych: siłami lądowymi oraz siłami powietrznymi. Uzbrojenie sił lądowych Austrii (2014) składało się z: 162 czołgów oraz 630 opancerzonych pojazdów bojowych.
Według rankingu Global Firepower (2024) austriackie siły zbrojne stanowią 71. siłę militarną na świecie, według tego samego źródła w 2024 roku liczyły 16 tys. żołnierzy służby czynnej oraz 125 tys. rezerwistów., z rocznym budżetem na cele obronne w wysokości ok. 5,5 mld dolarów (USD).

## Oświata
W najbliższych latach Austria zamierza reformować swój system edukacji na wzór istniejącego w Skandynawii. W 2008 roku w wybranych szkołach na próbę zostały wprowadzone tamtejsze rozwiązania. Trwa również debata nad zniesieniem stosunkowo niskich opłat za studia wprowadzonych podczas ostatniej kadencji przez centroprawicową Austriacką Partię Ludową. W Austrii działa 19 uniwersytetów, z czego najważniejszą z nich jest Uniwersytet Wiedeński, założony w 1365 roku.

## Kultura

### Muzyka

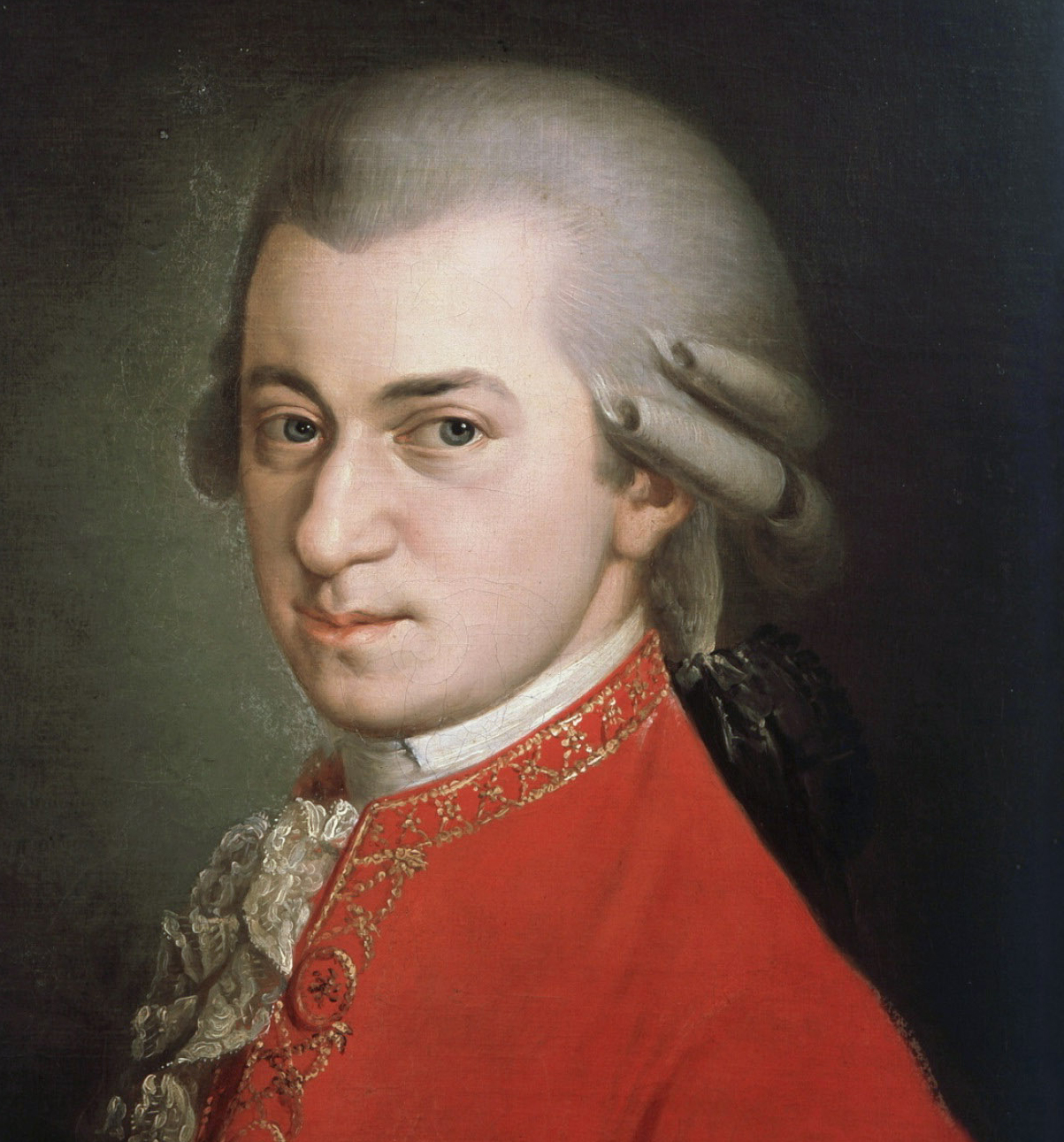
Wolfgang Amadeus Mozart

Dziś Austria i jej kultura w dużej mierze kojarzy się z muzyką, i to muzyką poważną. To tu urodził się i tworzył Wolfgang Amadeus Mozart, syn innego znanego kompozytora, również związanego z Austrią – Leopolda Mozarta. Tu urodzili się bracia Józef i Michael Haydn oraz Johann Strauss ojciec, syn i wnuk, Josef Strauss i Eduard Strauss. Poza nimi także Franz Schubert, Anton Bruckner, Gustav Mahler oraz Arnold Schönberg, Anton Webern, Alban Berg i inni. W samym Wiedniu żyło i tworzyło również wielu kompozytorów nie tylko związanych z cesarskim dworem. Należy tu wymienić choćby takie nazwiska jak Ludwig van Beethoven, Antonio Salieri, Christoph Willibald Gluck czy twórców operetki Ferenca Lehára i Imre Kálmána. Także wielu znanych dyrygentów również pochodzi z tego kraju. Są to przede wszystkim Herbert von Karajan, Karl Böhm, czy Erich i Carlos Kleiber.
Filharmonicy Wiedeńscy to dziś jedna z najbardziej renomowanych orkiestr świata, podobnie jak Wiener Staatsoper czy Festiwal w Salzburgu, jeśli chodzi o operę. Z austriacką operą związane są zresztą jeszcze nazwiska librecistów i tu trzeba choćby wspomnieć Lorenzo Da Pontego i Pietra Metastasia. W Austrii wyróżnia się dwa typy tańców ludowych. W 2014 roku Conchita Wurst reprezentująca Austrię wygrała 59. Konkurs Piosenki Eurowizji.

### Architektura i malarstwo
Wśród austriackich architektów i malarzy należy wymienić takie nazwiska jak: Johann Bernhard Fischer von Erlach, Otto Wagner, Adolf Loos, Hans Hollein, Ferdinand Georg Waldmüller, Rudolf von Alt, Hans Makart, Gustav Klimt, Oskar Kokoschka, Egon Schiele, Carl Moll, czy Friedensreich Hundertwasser.

### Literatura
Z Austrią są związane nazwiska takich pisarzy, dramatopisarzy i poetów jak zdobywcy Nagrody Nobla: Elfriede Jelinek, Peter Handke i Daniel Kehlmann, a także Arthur Schnitzler, Stefan Zweig, Thomas Bernhard, Franz Kafka, Robert Musil, Georg Trakl, Franz Werfel, Franz Grillparzer, Rainer Maria Rilke, Adalbert Stifter, Karl Kraus oraz Eva Ibbotson.

### Inne dziedziny

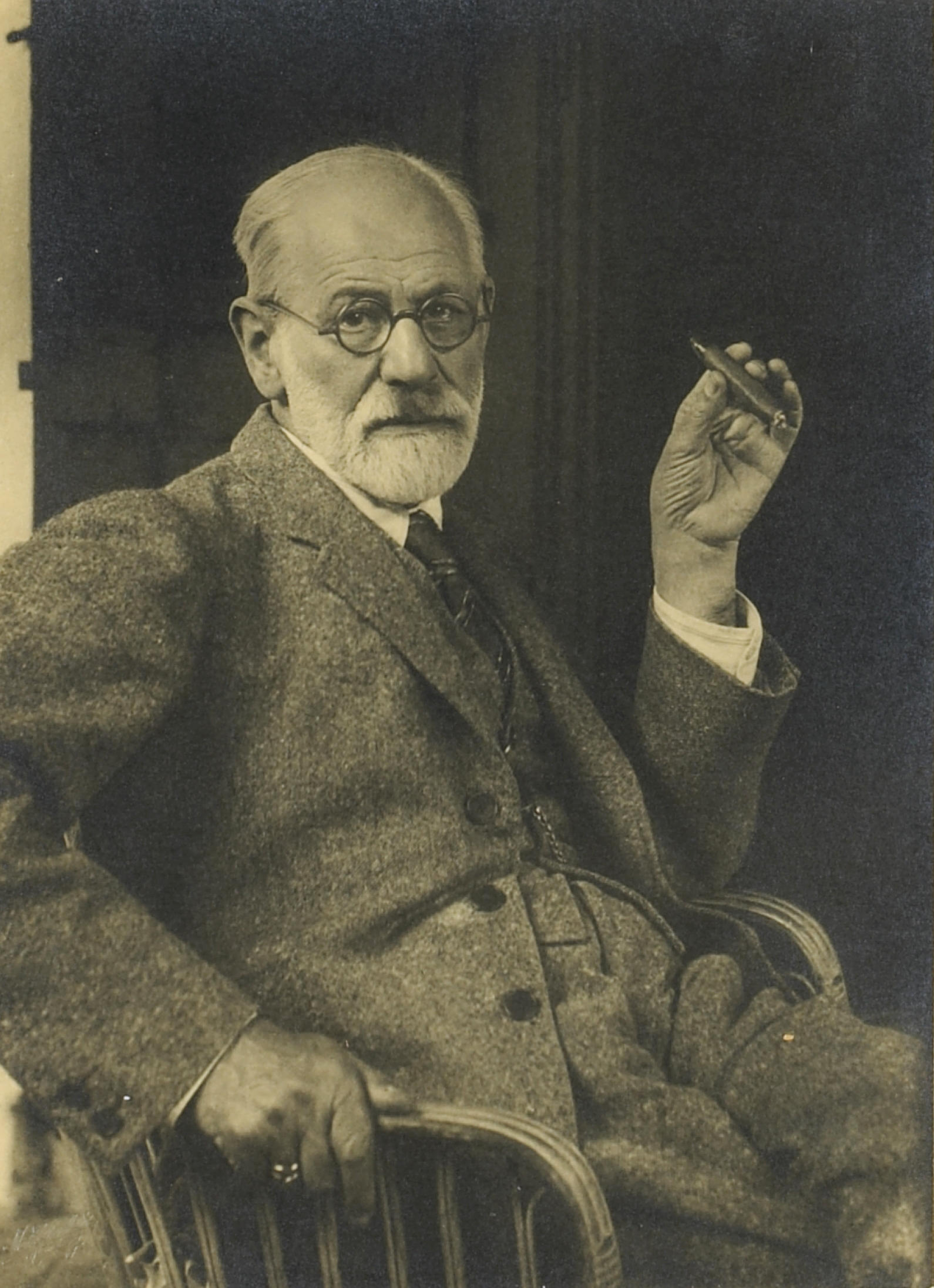
Zygmunt Freud

Wielu znanych naukowców, ekonomistów, psychologów czy filozofów także pochodziło z Austrii. Wśród przedstawicieli nauk ścisłych, przyrodniczych i technicznych światowe uznanie zdobyli: fizycy – Ludwig Boltzmann, Ernst Mach, Victor Franz Hess, Christian Andreas Doppler, Lise Meitner, Erwin Schrödinger, Wolfgang Pauli i Anton Zeilinger, matematyk – Kurt Gödel, filozofowie Ludwig Wittgenstein i Karl Popper, inżynierów mogą reprezentować Ferdinand Porsche, czy Siegfried Marcus, a biologię Gregor Mendel oraz Konrad Lorenz. Do najbardziej znanych Austriaków należy również aktor i były gubernator stanu Kalifornia – Arnold Schwarzenegger.
Także psychologia jest nauką, która wiele zawdzięcza Austrii. Stąd pochodzi twórca psychoanalizy Zygmunt Freud, ale także Alfred Adler, Paul Watzlawick czy Hans Asperger, a z psychiatrów Viktor Frankl. Austriacką szkołę ekonomii reprezentują: Carl Menger, Joseph Schumpeter, Eugen von Böhm-Bawerk, Ludwig von Mises czy noblista, Friedrich August von Hayek.

## Religia

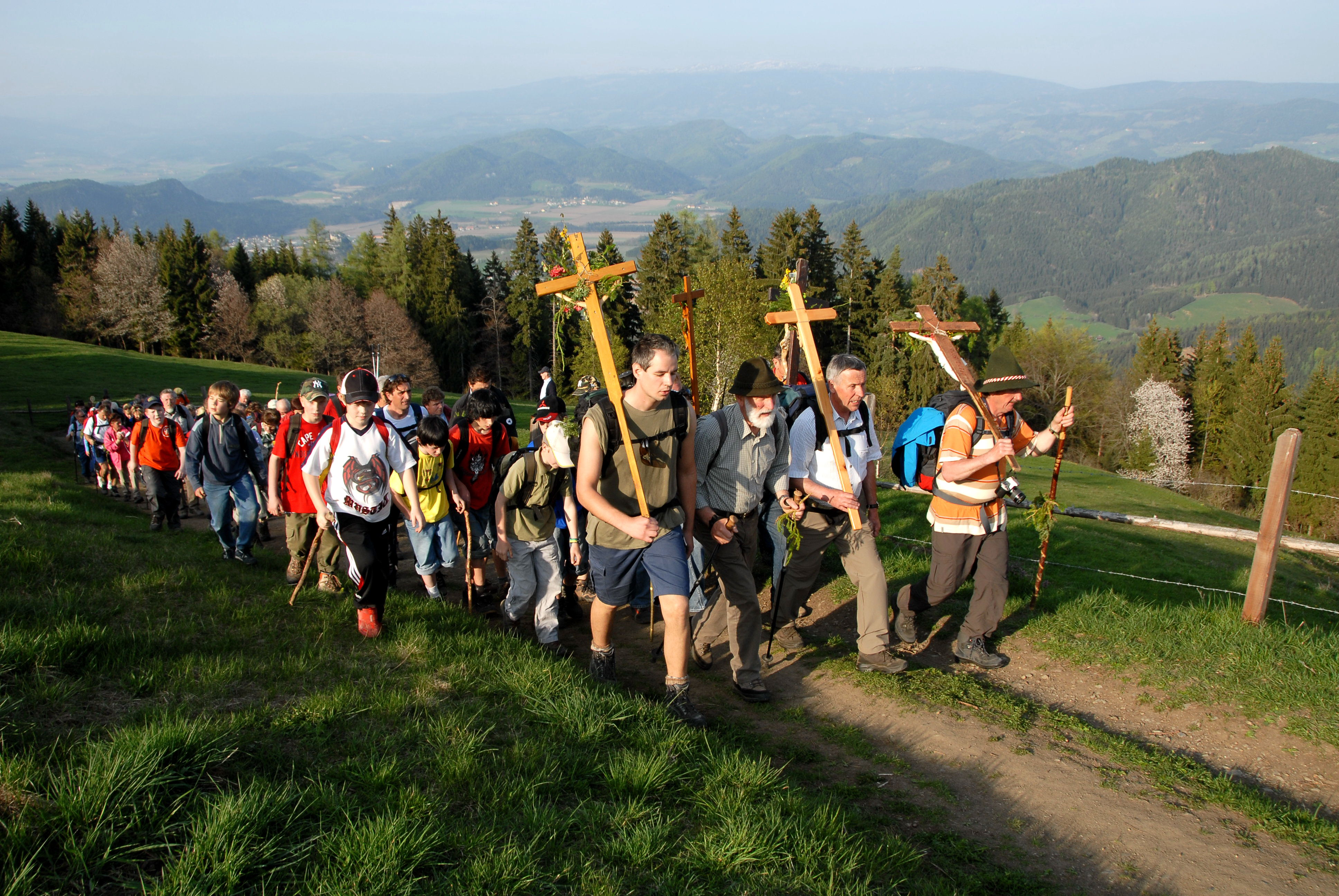
Pielgrzymka

Chociaż Austria była i jest krajem niemieckojęzycznym, nie rozwinęła się tam nigdy poza okolicami Salzburga i krajami jej podległymi, jak Czechy, silna formacja protestancka. Cesarstwo Austrii było jednym z fundamentów europejskiego katolicyzmu, jednak w XVIII wieku cesarz Józef II Habsburg skonfiskował część majątków kościelnych, przekazując je na szkolnictwo, wojsko i administrację, zakazał także pielgrzymek.
W 2021 r. 55,2% obywateli Austrii zadeklarowało się jako katolicy, 8,3% jako muzułmanie, 4,9% jako wyznawcy prawosławia, 3,8% jako protestanci. Brak przynależności do jakiejkolwiek religii zadeklarowało 22,4% mieszkańców.